# Emídids
Els emídids (Emydidae) són una família de tortugues aquàtiques i semiaquàtiques carnívores que inclou més de 80 espècies, entre les quals destaquen la tortuga d'estany europea (Emys orbicularis), la tortuga d'orelles vermelles, la tortuga d'orelles grogues, la tortuga esquena diamant (Malaclemys terrapin), la tortuga pintada i el gènere Terrapene de les tortugues de caixa americanes.

## Característiques
A aquesta família pertanyen les tortugues que viuen la major part del temps a l'aigua, que habiten en estanys, embassaments o rius, anant a terra quan han de trobar llocs adequats per fer la posta. L'aparellament pot ocórrer a terra o sota l'aigua i el mascle persegueix a la femella. Els ous són allargats i de closca dura. Els nous individus tenen un disseny més arrodonit i amb la closca més marcada que els adults. Les seves potes s'han modificat per poder nedar i per poder caçar els aliments. A causa de la pèrdua progressiva del seu hàbitat natural a causa de la pressió humana, les poblacions d'aquestes tortugues estan disminuint.

## Classificació
Família Emydidae
- Subfamília Emydinae
  - Gènere Emys
    - Emys orbicularis
    - Emys trinacris

  - Gènere Emydoidea
    - Emydoidea blandingii

  - Gènere Actinemys
    - Actinemys marmorata

  - Gènere Clemmys
    - Clemmys guttata

  - Gènere Glyptemys
    - Glyptemys insculpta
    - Glyptemys muhlenbergii

  - Gènere Terrapene
    - Terrapene carolina
    - Terrapene ornata
    - Terrapene nelsoni
    - Terrapene cohauila

- Subfamília Deirochelyinae
  - Gènere. Deirochelys
    - Deirochelys reticularia

  - Gènere Chrysemys
    - Chrysemys picta

  - Gènere Graptemys
    - Graptemys barbouri
    - Graptemys caglei
    - Graptemys ernsti
    - Graptemys flavimaculata
    - Graptemys geographica
    - Graptemys gibbonsi
    - Graptemys nigrinoda
    - Graptemys oculifera
    - Graptemys ouachitensis
    - Graptemys pearlensis
    - Graptemys pseudogeographica
    - Graptemys pulchra
    - Graptemys sabinensis
    - Graptemys versa

- Gènere Malaclemys
  - Malaclemys terrapin
- Gènere Pseudemys
  - Pseudemys alabamensis
  - Pseudemys nelsoni
  - Pseudemys rubriventris
  - Pseudemys concinna
  - Pseudemys floridana
  - Pseudemys peninsularis
  - Pseudemys gorzugi
  - Pseudemys texana
- Gènere Trachemys
  - Trachemys adiutrix
  - Trachemys callirostris
  - Trachemys decorata
  - Trachemys decussata
  - Trachemys dorbigni
  - Trachemys emolli
  - Trachemys gaigeae
  - Trachemys grayi
  - Trachemys nebulosa
  - Trachemys ornata
  - Trachemys scripta
  - Trachemys stejnegeri
  - Trachemys taylori
  - Trachemys terrapen
  - Trachemys venusta
  - Trachemys yaquia

- Bickham, John; James Parham, Hans-Dieter Philippen, Andres Rhodin, Bradley Shaffer, Phillip Spinks, Peter Paul Van Dijk «Turtle Taxonomy: Methodology, Recommendations, and Guidelines». Chelonian Research Monographs, 2007, pàg. 73–84 [Consulta: 27 novembre 2010].
- Ernst, Carl H.; Barbour, Roger William; Lovich, Jeffery E. Dutro, Nancy P. Turtles of the United States and Canada.  Washington and London: Smithsonian Institution Press, 1994, p. 203-204. ISBN 1-56098-346-9 [Consulta: 14 octubre 2010].
- Rhodin, Anders G.J.; Paul van Dijk, Peter; Inverson, John B.; Shaffer, H. Bradley. «Turtles of the world, 2010 update: Annotated checklist of taxonomy, synonymy, distribution and conservation status» p. 000.89–000.138. Arxivat de l'original el 2010-12-15.